# Lista de governadores da Judeia
Esta é a lista de governadores romanos da Judeia. A Judeia foi uma província romana entre 6 e 135 d.C. Durante este período, o governo foi exercido por prefeitos, procuradores e legados enquanto ainda reinavam os os reis asmoneus e herodianos até 100 d.C. 

## História
Os romanos começaram a administrar, diretamente, a Judeia, após a deposição de Herodes Arquelau, um dos filhos-herdeiros de Herodes, o Grande. Nesse momento, o termo "Judeia" designava o território correspondente à Judeia, propriamente dita (a antiga Judá, dos tempos davídicos), à Samaria e à Idumeia, esta última incorporada aos domínios judaicos pelo monarca hasmoneu, João Hircano. De início, ela foi categorizada como um província de segunda categoria, governada por um prefeito (em latim: praefectus), subordinado ao governador da província da Síria. 
Após o reinado de Herodes Agripa I (41 a 44), passou a abranger todo o território que constituíra, no passado, o reino de Herodes, o Grande, excetuando-se no breve período em que Herodes Agripa II tornou-se rei de uma parte desse território. Nessa segunda fase, o governo foi entregue a um procurador, subordinado diretamente ao imperador romano. Depois da morte de Agripa II, os romanos assumiram controle completo da província até 135,  quando o território foi incorporado pela Síria Palestina.

## Lista
| Nome                                | Mandato             | # Anos | Cargo             |
| ----------------------------------- | ------------------- | ------ | ----------------- |
| Copônio                             | 6–9                 | 3      | Prefeito romano   |
| Marco Ambíbulo                      | 9–12                | 3      | Prefeito romano   |
| Ânio Rufo                           | 12–15               | 3      | Prefeito romano   |
| Valério Grato                       | 15–26               | 11     | Prefeito romano   |
| Pôncio Pilatos                      | 26–36               | 10     | Prefeito romano   |
| Marcelo                             | 36–37               | 1      | Prefeito romano   |
| Márulo                              | 37–41               | 4      | Prefeito romano   |
| Agripa I                            | 41–44               | 3      | Rei da Judeia     |
| Cúspio Fado                         | 44–46               | 2      | Procurador romano |
| Tibério Júlio Alexandre             | 46–48               | 2      | Procurador romano |
| Ventídio Cumano                     | 48–52               | 4      | Procurador romano |
| Marco Antônio Félix                 | 52–60               | 8      | Procurador romano |
| Pórcio Festo                        | 60–62               | 2      | Procurador romano |
| Luceio Albino                       | 62–64               | 2      | Procurador romano |
| Géssio Floro                        | 64–66               | 2      | Procurador romano |
| Marco Antônio Juliano               | 66–70 (incerto)     | 4      | Procurador romano |
| Sexto Vetuleno Cerial               | 70–71               | 1      | Legado imperial   |
| Lucílio Basso                       | 71–72               | 1      | Legado imperial   |
| Lúcio Flávio Silva                  | 72–81               | 9      | Legado imperial   |
| Lúcio Antônio Saturnino             | 78–81 (?)           | 3      | Legado imperial   |
| Marco Salvidieno                    | 80–85               | 5      | Legado imperial   |
| Cneu Pompeu Longino                 | c. 86               | 1      | Legado imperial   |
| Sexto Hermetídio Campano            | c. 93               | 1      | Legado imperial   |
| Tibério Cláudio Ático Herodes       | 99–102              | 3      | Legado imperial   |
| Caio Júlio Quadrado Basso           | 102–104             | 2      | Legado imperial   |
| Quinto Pompeu Falcão                | 105–107             | 2      | Legado imperial   |
| Tiberiano                           | 114–117             | 3      | Legado imperial   |
| Lúsio Quieto                        | 117–120             | 3      | Legado imperial   |
| Lúcio Cossônio Galo                 | 120                 | 1      | Legado imperial   |
| Quinto Corédio Galo Gargílio Antigo | c. 124–5 (ou 122–5) | 1 (3)  | Prefeito romano   |
| Quinto Tineio Rufo                  | 130 – c. 132        | 3      | Legado imperial   |
| Sexto Júlio Severo                  | c. 135              | 1      | Legado imperial   |